# Norsk Oljemuseum
Norsk Oljemuseum er et museum i Stavanger, der blev åbnet i 1999. Museet er på ca. 5.000 kvadratmeter. Museet beskæftiger sig med olieindustrien, særlig i Nordsøen og Norges udvinding af råolie.

## Historie
Idéen om at bygge et oliemuseum i Stavanger blev lanceret allerede i 1974. Stiftelsen Norsk Oljemuseum blev etableret i 1980, og efter den tid er der indsamlet genstander, film, foto og andet materiale som dokumenterer norsk olie- og gasvirksomhed.
I 1992 vandt arkitekterne Lunde & Løvseth en national arkitektkonkurrence med 48 bidrag om Norsk Oljemuseum. I 1996 var projektet fuldfinansieret. Staten bidrog med 60 millioner kroner, Rogaland fylke med 10 millioner og Stavanger kommune med 20 millioner kroner og byggegrund. 75 millioner kroner blev indsamlet blandt private sponsorer. Byggearbejdet startede i juni 1997. I løbet af en byggetid på 22 måneder rejste museet sig i sten, glas og beton. Byggeriet blev færdiggjort inden for rammen på 165 millioner kroner som var indsamlet. Den officielle åbningen blev foretaget af Harald 5. 20. maj 1999.
Museet er Stavangers best besøgte, og i 2006 havde museet 51.464 besøgende i løbet af sommeren (mod 41.947 i 2005). I 2007 tog museet imod omkring 85.000 gæster, en øgning på 14,3 procent i forhold til 2006. Norsk Oljemuseum har gennem en 10-års periode fra 1998 til 2008 sat besøgsrekord hvert år. I 2008 besøgte næsten 95.000 personer museet.

## Udstilling
Museet viser teknologiudviklingen fra begyndelsen af den norske oliehistorie som startede midt i 1960'erne, fra de første boreplatforme som blev opstillet i Nordsøen, via stål- og betonplatforme udviklet og bygget i Norge, til moderne, fleksible produktionsskibe og undervandsystemer som ser ud til at blive fremtidens løsning på de norske kontinentalsokkel.
Museet er også et interaktivt museum, hvor man kan opleve, hvordan olie og gas blev til for millioner af år siden.